# Carcinossarcoma odontogênico
O carcinossarcoma odontogênico é uma neoplasia odontogênica maligna extremamente rara. O nome carcinossarcoma se dá porque o tumor contém tanto um componente maligno epitelial (carcinoma) quanto mesenquimal (sarcoma).

## Sinais e sintomas
O carcinossarcoma odontogênico tende a se apresentar como uma massa, causando dor na maior parte dos casos (55%). Os tumores tendem a ter tamanho exuberante, acima de 5 cm. Outros sinais e sintomas incluem:
- Parestesia
- Ulceração
- Mobilidade dentária ou perda dentária
- Linfadenopatia

## Aspectos radiográficos e histológicos
Radiograficamente, é uma neoplasia de aspecto radiolúcido, podendo ter focos radiopacos ou aspecto de vidro despolido. O carcinossarcoma odontogênico é uma lesão extremamente agressiva, resultando em destruição óssea e perfuração da cortical na maioria dos casos (61,1%), com quase um terço (27,8%) apresentando também reabsorção dentária.
Histologicamente, é uma neoplasia formada por um componente epitelial e um mesenquimal. O componente epitelial pode ser ameloblástico (65%), de células claras (10%), de células escamosas (10%), ou acantomatoso (23,1%). Boa parte (45%) exibe características histológicas semelhantes a um precursor benigno, sendo o ameloblastoma o mais frequente. As células epiteliais tendem a ter atipia como hipercromatismo do núcleo, perda da proporção núcleo-citoplasma, pleomorfismo celular e nuclear, hipercelularidade, e aumento do número de mitoses, incluindo mitoses atípicas.
O componente mesenquimal é formado por células fusiformes, que podem assumir aspecto mixoide a esclerótico. Essas células podem ter aspecto fusiforme, mas podem ter forma variada, de ovalada a plasmocitoide e rabdoide, também sendo afetadas por atipia (hipercromatismo, perda da proporção núcleo-citoplasma, pleomorfismo celular e nuclear, hipercelularidade, mitoses atípicas).
Além disso, pode haver perda da arquitetura tecidual, presença de células basaloides e células hipertróficas no componente epitelial, assim como células tumorais gigantes multinucleadas e calcificações osteoides e dentinoides no componente mesenquimal.

## Causas
O carcinossarcoma odontogênico foi adicionado à classificação de lesões odontogênicas da OMS em 1992, mas removido em 2005 porque a maior parte dos casos foram publicados antes de imuno-histoquímica. Por isso, poucos casos são registrados na literatura desde seu retorno na classificação de 2017. Sabe-se que o carcinossarcoma odontogênico secundário, isto é, que surge a partir de uma neoplasia benigna primária como o ameloblastoma e o fibroma ameloblástico, representa 73% dos casos.
Um caso de carcinossarcoma odontogênico em que foi realizado painel NGS demonstrou haver deleção de 9p21 (CDKN2A e CDKN2B) e ganho de 12q (MDM2 e CDK4). Outras mutações testadas, como EWSR1 e BRAF V600E foram negativas.

## Epidemiologia
Afeta majoritariamente a mandíbula (85% dos casos), especialmente a região posterior, com predileção por homens (2:1) e idade média ao diagnóstico de 47 anos. É um câncer extremamente raro, com menos de 20 casos registrados na literatura.

## Diagnóstico
O diagnóstico se dá pelo exame anatomopatológico. Imuno-histoquímica pode auxiliar no diagnóstico, e alguns dos marcadores mais comuns são:
Para epitélio:
- Ki67: variável, podendo estar entre 7 e 93%;
- Marcadores epiteliais (AE1/AE3, CK8/18, CK19, CK5/6, CK17, CK14, p63): positivos;
- p53 positivo;
- Negativo para vimentina, desmina, actina de músculo liso, CD34 e S100.

Para mesênquima:
- Ki67: varia entre 3 e 55%;
- Positivo para vimentina, p53, expressão focal de SMA, HHF35 e desmina;
- Negativo para marcadores epiteliais, CD34 e S100.

## Prognóstico e tratamento
A sobrevida específica à doença mediana foi 46 meses, e a sobrevida livre de doença foi 25 meses. Em três anos, 58% dos pacientes ainda estavam vivos, e 35% livres da doença. A taxa de recidiva local atingiu 75%, e mais de um terço (36%) teve metástase a distância, especialmente em pulmões, linfonodos, costelas e pelve. Considerando que o carcinossarcoma odontogênico é um tumor agressivo, a ressecção cirúrgica radical é o tratamento mais utilizado e recomendado. A quimioterapia e radioterapia são ainda controversas para esse tumor, sem benefício demonstrado na sua combinação com a cirurgia.